# Boian
Boian est une communauté non-incorporée située en Alberta, au Canada. Elle est située dans la plaine inondable de la Rivière Saskatchewan Nord, à 6 km à l'est de Willingdon, dans le Comté de Two Hills N ° 21. Elle est la première communauté roumaine implantée au Canada.

## Histoire
La communauté a été nommé en l'honneur de Boian, le village roumain en Bucovine d'où les colons étaient originaires. À l'automne de 1903, la communauté a érigé une Église Orthodoxe roumaine, nommée par les habitants comme celle de leur patrie, l'Église Orthodoxe Sainte-Marie, inscrite au répertoire des lieux patrimoniaux du Canada. Elle a été achevée à l'été 1905. Par l'année 1909, le besoin d'une école locale est devenu plus accentué, et un petit bâtiment a été construit en 1910. Plus tard, une école à trois salles a été construite en pierre. Elle était alors la plus grande école rurale de l'Alberta.
Les Roumains de Boian n'avaient pas assez de terres agricoles pour agrandir leurs fermes, donc beaucoup d'habitants de la première génération sont partis former de nouvelles communautés roumaines à Pierceland, Saskatchewan et à Manning, Alberta.
Aujourd'hui, l'ancienne école est le centre communautaire de Boian et dispose d'un petit musée présentant l'immigration roumaine en Alberta, des photos des premiers colons roumains dans la région et la vie typique d'un fermier roumain dans le Canada rural. La maison de la famille locale Yurko a été déplacée à l' Ukrainian Cultural Heritage Village où elle dépeint les similitudes et les différences entre la culture des ukraino-canadiens et des roumain-canadiens. En 1892, le musée pionnier roumain de Boian, en Alberta, a été ouvert. Il dispose d'une maison pionnière restaurée, construite dans le style paysan Bucovinian comme l'ont été environ 100 de ces maisons construites par les pionniers roumains de la région. Ce musée moderne présente la vie des pionniers roumains de 1898 jusqu'en 1935, en Alberta.